# Archie Kao
Pour les articles homonymes, voir Kao.
Archie David Kao, né le 14 décembre 1969 à Washington, est un acteur américain.
Il est notamment connu pour ses rôles dans les séries télévisées Les Experts (Archie Johnson), Power Rangers : L'Autre Galaxie et Power Rangers : Sauvetage éclair (Kai Chen) et Chicago Police Department (Sheldon Jin).

## Biographie
Il a fréquenté l'Université George Mason où il a obtenu un diplôme en communication.

### Vie privée
Il est marié à l'actrice et chanteuse chinoise Zhou Xun depuis le 16 juillet 2014.

## Filmographie
Sauf indication contraire, les informations mentionnées dans cette section peuvent être confirmées par la base de données cinématographiques IMDb,  présente dans la section « Liens externes ».

### Télévision
- 1996 : Maybe This Time - saison 1, épisode 13 : Takeshi
- 1996 : L.A. Firefighters - saison 2, épisode 6 : Peter
- 1997 : The Player (téléfilm) de Mark Piznarski : un interne
- 1998 : Deuxième Chance (Once and Again) - saison 1, épisodes 6 et 8 : Steven
- 1999 : Power Rangers : L'Autre Galaxie (Power Rangers: Lost Galaxy) - 45 épisodes : Kai Chen, le ranger bleu
- 2000 : Power Rangers : Sauvetage éclair (Power Rangers: Lightspeed Rescue) - épisodes 12, 29 et 30 : Kai Chen, le ranger bleu
- 2001-2012 : Les Experts (CSI: Crime Scene Investigation) - 100 épisodes : Archie Johnson
- 2002 : Power Rangers : Force animale (Power Rangers: Wild Force) - épisode 34 : General Venjix (voix)
- 2004 : Century City - saison 1, épisode 2 : le gérant du bar
- 2004 : Urgences (ER) - saison 10, épisodes 19 et 20 : Yuri
- 2004 : Huff - saison 1, épisode 7 : Kane
- 2006 : Heroes - saison 1, épisode 5 : un docteur
- 2008 : Desperate Housewives - saison 4, épisode 13 : Steve
- 2014 : Chicago Police Department (Chicago P.D.) - saison 1 : Détective Sheldon Jin

### Cinéma
- 1998 : Milk and Honey d'Amy Lowe : Pete
- 1999 : Power Rangers Lost Galaxy: Return of the Magna Defender (vidéo) de Koichi Sakamoto et Ryūta Tazaki : Kai Chen, le ranger bleu
- 2001 : The One de James Wong : Woo
- 2001 : Thank Heaven de John Mallory Asher : Sam Lee
- 2002 : Local Boys de Ron Moler : David Kamelamela
- 2002 : Purpose d'Alan Ari Lazar : Kiko
- 2002 : My Daughter's Tears de Sherry Hormann : Minh Van Canh
- 2002 : When in Rome (vidéo) de Steve Purcell : Nobu
- 2002 : La colline a des yeux 2 (The Hills Have Eyes II) de Martin Weisz : Han
- 2009 : The People I've Slept With de Quentin Lee : Jefferson
- 2011 : Snow Flower and the Secret Fan de Wayne Wang : Sebastian
- 2013 : Love Speaks de Li Zhi
- 2014 : The Deathday Party d'Eddie Tse : Eric
- 2015 : Hacker (Blackhat) de Michael Mann : Shum

### Jeux vidéo
- 2005 : NARC : Thug / Monk / Bum (voix)
- 2006 : Need for Speed: Carbon : Kenji (voix)
- 2007 : Spider-Man 3 : voix additionnelles